# Palcaraju
Le Palcaraju (quechua : Pallqarahu) est un sommet péruvien de 6 274 mètres d'altitude. Il est situé dans la cordillère Blanche, dans la région d'Ancash.

## Toponymie
Le nom provient du quechua pallqa, la « bifurcation », et rahu, le « sommet enneigé ». Le nom signifie donc « la montagne avec plusieurs sommets ».

## Géographie
Faisant partie du massif du Chinchey, le sommet principal, le Palcaraju Centro, culmine à 6 274 mètres. À ses côtés figurent trois pics secondaires. Le Palcaraju Este atteint les 6 180 mètres, le Palcaraju Oeste 6 110 mètres et le Palcaraju Sur 5 900 mètres.
Le Palcaraju Centro présente un sommet pyramidal au-dessus d'un champ de neige. Le Palcaraju Oeste se situe entre le Palcaraju Centro et le Tocllaraju alors que le Palcaraju Sur se trouve entre le Palcaraju Centro et le Pucaranra.

## Histoire
Le sommet est atteint pour la première fois le 7 juin 1939 par une expédition austro-allemande composée de Walter Brecht, Siegfried Rohrer, Karl Schmid et Hans Schweizer. Ils l'ont escaladé par la face nord pour finir par une traversée de l'arête nord-est.